# Караимский мост
Караимский мост — автодорожный железобетонный балочный мост через пролив, соединяющий два озера — Гальве и Татарское озеро в городе Тракай, Литва.

## Расположение
Расположен в северной части города, на улице Карайму, в 0,6 км от выезда на кольцевую развязку с дорогами 107 «Тракай-Вевис» и 4709 Тракай-Падваронис-Семелишкес, в 0,4 км к западу от Тракайского замкового моста. С северной стороны моста открывается панорама озера Гальве с Тракайским замком, с южной стороны виден лесистый берег Татарского озера с караимским кладбищем, а дальше — Тракайская базилика на холме. На подходах к мосту по обе стороны улицы расположены караимские традиционные жилые дома, внесенные в Реестр культурных ценностей (ул. Караиму, 57, 62 и др.).

## История

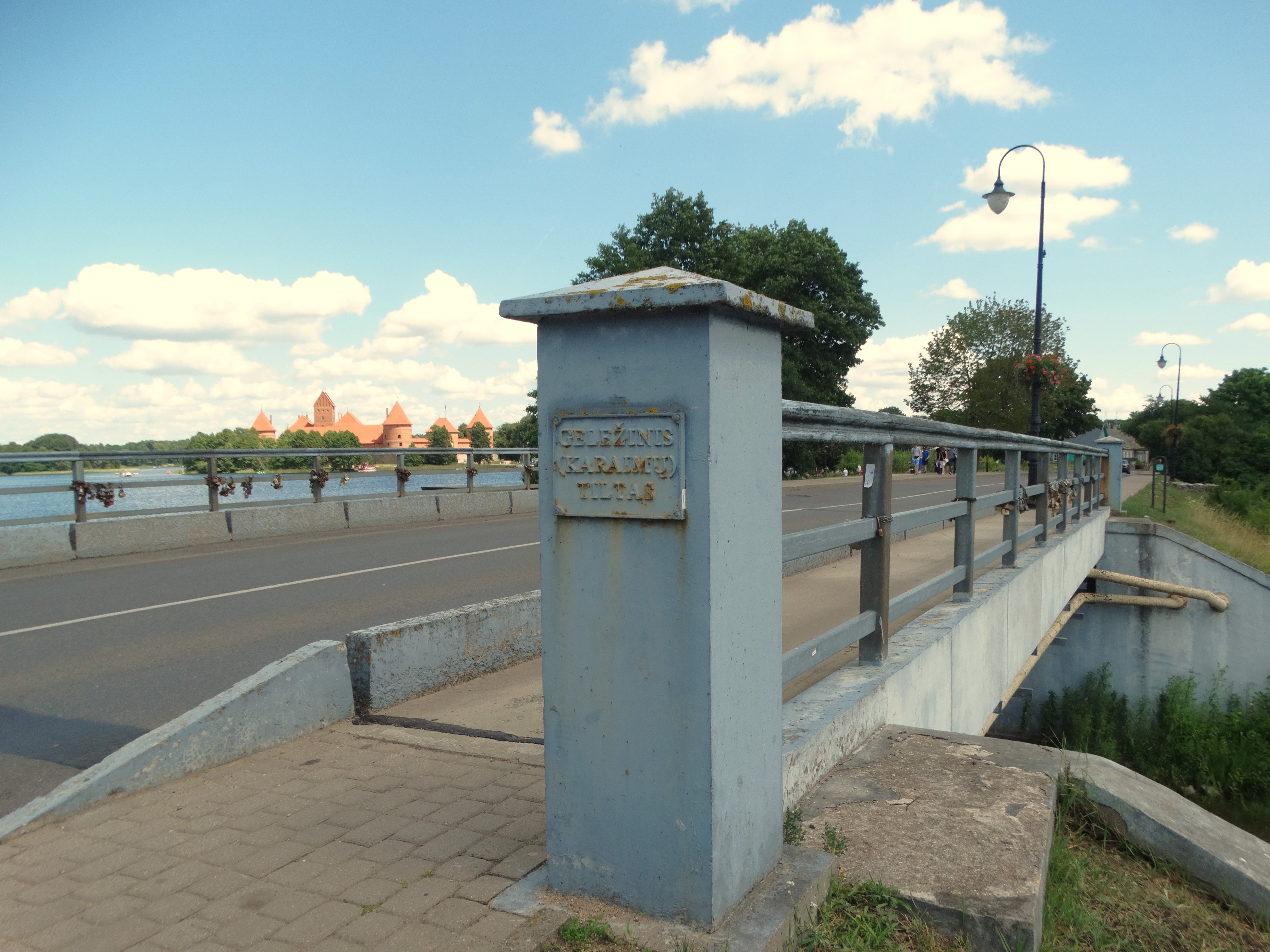
Проезжая часть в сторону старого города

Караимский мост, соединяющий озера Гальве и Татарское, впервые упоминается в 1515 году, когда правитель Тракайского воеводства Григас Астикас купил рядом с ним два имения. В описании моста того года упоминаются близлежащая башня и усадьбы тракайских слесарей Андрейкауса Ромашкавичюса и караима Лавона Яковлявичюса. Остатки камней и древних кирпичей башни, охранявшей мост, он увидел на холме еще в 1936 году. Также мост упоминается также в 1570 году, когда Сигизмунд II Август заявил о правах Магдебурга на Тракай.
В Тракае с XVI века проживали люди разных национальностей и вероисповеданий (литовцы, караимы, татары, русские и др.), поэтому отдельные части города были названы по именам территорий, населенных этими народами. Караимская часть старого города Тракай занимала территорию, простирающуюся «от столба до моста». Она была отделена от христианской части города мостом через пролив двух озер. В устной традиции территория, населенная караимами, называется Караимщиной. Караимы считают эту часть Тракая «настоящим Тракаем» и привязаны к нему. С ним связан и кусок сельской местности за мостом. В XX веке он вошёл в состав города Тракай. Для общины это была важная территория, воспринимавшаяся как продолжение своего города, ведь там также проживало некоторое количество караимов, и там действовало кладбище.
В соответствии с привилегией, предоставленной Тракаю Сигизмундом II, город имел право взимать плату за мост. Отмечалось, что после обрушения моста через озеро Гальве со стороны Каунаса (то есть на северной окраине города) горожанам пришлось восстанавливать его самостоятельно. В качестве возмещения затраченных на мост средств мостовой налог предусматривал разные сборы: по одному пенни за каждый вагон и по две монеты за двойной вагон. Исключение делалось только для «лиц рыцарского ордена», которые могли свободно переходить этот мост. Источники указывают, что в 1584 году северный мост восстанавливался. Тракайцев этот налог не устроил, так как на его ремонт потребовалось больше средств, чем было собрано. После 1611 года по просьбе горожан Тракая было разрешено увеличить плату за проезд, чтобы мост содержался в должном состоянии и вовремя ремонтировался, а торговцы, путешествующие между Вильнюсом и Каунасом, не несли нежелательных потерь из-за плохого состояния моста. Считается, что ранее установленного налога было недостаточно, вероятно, потому, что число купцов, проходящих через Тракай, уменьшилось. В 1620 году Сигизмунд III приказал купцам Каунаса, Вильнюса и Панемуне проезжать только через Тракай, те, кто не подчинится этому приказу, будут наказаны.
Со временем поддерживать мост все еще было сложно, особенно когда пролив между озерами Гальве и Татарским был шире. Деревянные части моста гнили, была вероятность аварии, поэтому часть его разобрали. В 1833 году упоминается, что когда это произошло, был начат проект строительства нового моста.
В течение 1863 года во время восстания царская армия полностью разобрала мост в военных целях, чтобы защититься от восставших. В 1868 году для восстановления моста в лесу были назначены пригодные для строительства деревья, но даже в 1871 году их не привезли, поэтому мост не устоял. Считается, что мост был восстановлен лишь спустя несколько лет. Чтобы сделать его короче, по берегам пролива с обеих сторон были построены насыпи. До существования этого моста использовалась объездная дорога вдоль западного берега Татарского озера.
Существующий железобетонный мост был построен в советское время. Он стал сравнительно коротким и высоким, поскольку на берегах пролива проводились сложные работы по планировке земли. Старый низкий, длинный и деревянный мост остался в прошлом. Имеются сохранившиеся межвоенные открытки с изображением Караимского моста.

## Конструкция
Мост однопролетный железобетонный балочный. Железные ограждения моста увешаны навесными замками, прикрепленными посетителями. На бетонных столбах по обе стороны подъезда закреплены таблички с названием «Geležinis (Karaimų) tiltas». Проезжая часть асфальтированная, две полосы движения, с тротуарами для пешеходов и велосипедистов, ограничение скорости до 40 км/ч. На берегу мост опирается на монолитные опоры, предохраняющие насыпи устоя от размыва. Коммуникационные трубы проложены снизу пролётного строения.